# Mike Taylor (Basketballtrainer)
Michael Richard „Mike“ Taylor (* 29. August 1972 in Williamsport, Pennsylvania) ist ein US-amerikanischer Basketballtrainer. Taylor trainierte in der Basketball-Bundesliga die Vereine Ratiopharm Ulm und Hamburg Towers, die er beide zum Aufstieg geführt hatte. Die polnische Nationalmannschaft erreichte 2019 unter seiner Leitung das WM-Viertelfinale. Er war auch in der NBA Development League tätig.

## Karriere
Taylor war als Schüler Mitglied der Basketball- und American-Football-Mannschaft (Position: Quarterback) der Clarion Area High School im US-Bundesstaat Pennsylvania.
Er spielte während seines Studiums zunächst ein Jahr Baseball am Florida Southern College, dann Basketball für die Crimson Hawk der Indiana University of Pennsylvania (IUP) in der NCAA Division II. Er stand 1994 im Kader, als die Hochschulmannschaft sich zum ersten Mal für die landesweiten Play-offs der Division II qualifizierte. Ein Jahr später erreichte man mit dem Final Four das Halbfinale der Meisterschaft. 1995 setzte er sein Studium mit einem Masterstudiengang in Kommunikationswissenschaft an der Clarion University of Pennsylvania fort und wurde Assistenztrainer der Golden Eagles, die ebenfalls in der Division II spielen. Nach seinem Abschluss 1997 kehrte er als Assistenztrainer an seine ursprüngliche Uni IUP zurück. 2000 sammelte er weitere Erfahrungen als Assistent einer weiteren Division II-Mannschaft, den Gorillas der Pittsburg State University in Kansas.
Seine erste Stelle als hauptverantwortlicher Trainer war 2001 im deutschen Chemnitz, wo er den BV 99 zur Regionalliga-Meisterschaft und zum Aufstieg in die 2. Basketball-Bundesliga führte. Danach trainierte er den englischen Erstligisten Essex Leopards in Brentwood, unmittelbar angrenzend an Greater London. Taylor hatte von der Mannschaft einen Vertrag über mehrere Jahre erhalten. Als der Verein wegen finanzieller Probleme verkauft wurde und ein Jahr aussetzen sollte (jedoch später aufgelöst wurde), kehrte Taylor nach Deutschland zurück und wurde Trainer des Chemnitzer Ligakonkurrenten Ratiopharm Ulm. Die Verbindung zum Ulmer Geschäftsführer Thomas Stoll war über Taylors langjährigen Bekannten, den ehemaligen deutschen Nationalspieler Patrick King, der mittlerweile als Spielervermittler beschäftigt war, zustande gekommen.
Nebenbei war Taylor noch als Assistent in der Sommerliga USBL in seinem Heimatland für die Mannschaften Dodge City Legend und Kansas Cagerz tätig. 2004 verfehlte Taylor den Bundesliga-Aufstieg mit Ulm knapp, dann gelang schließlich in der Saison 2005/06 als Meister der Gruppe Süd der Sprung in die höchste deutsche Spielklasse. Nach zwei Spielzeiten ohne Abstiegssorgen mit jeweils 16 Siegen aus 34 Spielen gelang in der Saison 2008/09 als Tabellenfünfter mit 21 Siegen in der Hauptrunde der Einzug in die Play-offs, wo man gegen den späteren Vizemeister Telekom Baskets Bonn in der ersten Runde ausschied. Nachdem man sich in jener Saison vor finanziell weitaus besser ausgestatteten Vereinen platziert hatte, musste Taylor mit Ulm in der zurückliegenden Spielzeit einen weiteren personellen Aderlass hinnehmen und landete mit 13 Siegen im „Niemandsland“ der Tabelle. Ab dem Sommer 2010 assistierte er Pavel Budinsky als Trainer der tschechischen Basketballnationalmannschaft. Am 20. April 2011 wurde er bei Ratiopharm Ulm mit sofortiger Wirkung von Spiel- und Trainingsbetrieb freigestellt, nachdem er auf einer Pressekonferenz ohne Absprache mit dem Vorstand bekannt gegeben hatte, dass sein Vertrag in Ulm nicht verlängert wird. Taylor erhielt in Ulm vorläufig Haus- und Hallenverbot. Zu den namhaften Spielern, die Taylor während seiner Ulmer Amtszeit förderte, gehörten Robin Benzing, Per Günther und Konrad Wysocki.
Taylor kehrte 2011 zunächst in sein Heimatland zurück und wurde Assistent des ebenfalls europaerfahrenen Nick Nurse bei den Rio Grande Valley Vipers in der NBA Development League. Nach einem Jahr wechselte er als Cheftrainer an die Nordostküste zu den Maine Red Claws, dem Farmteam der Boston Celtics. Im Sommer 2012 gehörte er während der Saisonvorbereitung zum Trainerstab der Bostoner Mannschaft, die damals von Doc Rivers als Cheftrainer betreut wurde. Mit den Red Claws schaffte er 2013 den erstmaligen Einzug in die Play-offs der Minor League der NBA. Dieser Erfolg konnte in der darauffolgenden Saison nicht wiederholt werden, so dass man sich wieder trennte, nachdem Taylor bereits Ende Januar 2014 als Nachfolger des deutschen Trainers Dirk Bauermann zum Nationaltrainer der polnischen Herrennationalmannschaft ernannt worden war und sich mit dieser unter anderem gegen Deutschland erfolgreich für die Endrunde der Basketball-Europameisterschaft 2015 qualifizierte. 2017 betreute Taylor die polnische Mannschaft abermals bei einer EM.
Entsprechend seinem Hochschulabschluss im Fach Kommunikationswissenschaft ist Taylor sehr mitteilungs- und auskunftsfreudig und betrieb eine eigene englischsprachige Website mit Informationen zur Person, Linksammlung zum Thema Basketball, Forums- und Chatfunktion. Daneben war er zudem lange Zeit Autor bei Eurobasket.com, einer großen englischsprachigen Informationsbörse zum Thema Basketball.
Im Mai 2018 wurde Taylor als neuer Cheftrainer der Hamburg Towers (2. Bundesliga ProA) vorgestellt und blieb zunächst auch als polnischer Nationaltrainer im Amt. Unter Taylors Leitung sicherte sich die polnische Nationalmannschaft 2019 zum ersten Mal nach 52 Jahren die Teilnahme an einer Weltmeisterschaft. Ende April 2019 errang er mit den Hamburgern den sportlichen Aufstieg in die Basketball-Bundesliga: Im fünften Spiel der Halbfinalserie gegen seinen früheren Verein Chemnitz gewann man auswärts mit 78:72 und holte somit in der entscheidenden Partie den Sieg. Anschließend gewannen Taylors Hamburger den ProA-Meistertitel. Zum Begleitspruch der Hanseaten in der Saison 2018/19 wurde Taylors bei seiner Vorstellung als Hamburger Trainer getätigte englisch-deutsche Aussage „You can’t guarantee an Aufstieg“ (deutsch: Man kann einen Aufstieg nicht garantieren), die nach dem geschafften Sprung in die Bundesliga in leicht abgewandelter Form („You can guarantee an Aufstieg“; deutsch: Man kann einen Aufstieg garantieren) auf den Hamburger Siegerhemden prangte. Bei der Weltmeisterschaft 2019 führte er die polnische Nationalmannschaft ins Viertelfinale, was eine der großen Überraschungen des Turniers bedeutete und als „polnisches WM-Märchen“ bezeichnet wurde.
Nach dem Aufstieg mit Hamburg erreichte Taylor mit der Mannschaft in der Saison 2019/20 drei Siege und 17 Niederlagen. Zum Zeitpunkt des Abbruchs des Spieljahres aufgrund der COVID-19-Pandemie lag man auf dem letzten Tabellenrang. Anschließend wurde Taylors Vertrag in Hamburg nicht verlängert. Ende September 2021 beendete der polnische Verband die Zusammenarbeit, Taylor betreute die polnische Nationalmannschaft in 111 Länderspielen.
Anfang Februar 2022 gaben die Fraser Valley Bandits aus der kanadischen Liga CEBL Taylors Verpflichtung bekannt. Er betreute die Mannschaft in der Sommersaison 2022, anschließend stieß er zum Trainerstab des an der amerikanischen Champions League teilnehmenden CEBL-Konkurrenten Brampton Honey Badgers und nahm in Hinblick auf die Spielzeit 2023 beim CEBL-Neuling Winnipeg Sea Bears die Ämter des Cheftrainers und Managers an. Er führte Winnipegs Mannschaft in deren erster Spielzeit zu zwölf Siegen sowie acht Niederlagen und wurde 2023 als Trainer des Jahres der CEBL ausgezeichnet.

## Familie
Sein Vater Richard „Dick“ Taylor, den er als sein größtes Vorbild bezeichnete, war ebenfalls Basketballtrainer und Assistent des bekannten Collegetrainers Bobby Knight sowie in den 70er Jahren Assistent von Willis Reed bei den New York Knicks in der NBA.
Taylors Frau Alice wurde in Tschechien geboren und wuchs in Tübingen auf, wo ihr Vater Gerald Dietl Profibasketballer war. Alice und Mike Taylor haben zwei Söhne. Der erste Sohn kam 2015 zur Welt, der jüngere Sohn wurde 2020 in Hamburg geboren.